# Gran Premio del Belgio 1958
Il Gran Premio del Belgio 1958 fu la quinta gara della stagione 1958 del Campionato mondiale di Formula 1, disputata il 15 giugno sul Circuito di Spa-Francorchamps.
La corsa vide la vittoria di Tony Brooks su Vanwall, seguito da Mike Hawthorn su Ferrari e dall'altro pilota Vanwall Stuart Lewis-Evans.

## Qualifiche
| Pos | N° | Pilota                   | Auto              | Squadra                  | Tempo  | Distacco |
| --- | -- | ------------------------ | ----------------- | ------------------------ | ------ | -------- |
| 1   | 16 | Mike Hawthorn            | Ferrari 246 F1    | Scuderia Ferrari         | 3:57.1 | -        |
| 2   | 18 | Luigi Musso              | Ferrari 246 F1    | Scuderia Ferrari         | 3:57.5 | +0.4     |
| 3   | 2  | Stirling Moss            | Vanwall VW5       | Vandervell Products Ltd  | 3:57.6 | +0.5     |
| 4   | 14 | Peter Collins            | Ferrari 246 F1    | Scuderia Ferrari         | 3:57.7 | +0.6     |
| 5   | 4  | Tony Brooks              | Vanwall VW5       | Vandervell Products Ltd  | 3:59.1 | +2.0     |
| 6   | 20 | Olivier Gendebien        | Ferrari 246 F1    | Scuderia Ferrari         | 3:59.3 | +2.2     |
| 7   | 10 | Harry Schell             | BRM P25           | Owen Racing Organisation | 4:04.5 | +7.4     |
| 8   | 22 | Jack Brabham             | Cooper T45-Climax | Cooper Car Company       | 4:05.1 | +8.0     |
| 9   | 30 | Masten Gregory           | Maserati 250F     | Scuderia Centro Sud      | 4:05.4 | +8.3     |
| 10  | 8  | Jean Behra               | BRM P25           | Owen Racing Organisation | 4:06.2 | +9.1     |
| 11  | 6  | Stuart Lewis-Evans       | Vanwall VW5       | Vandervell Products Ltd  | 4:07.2 | +10.1    |
| 12  | 40 | Cliff Allison            | Lotus 12-Climax   | Team Lotus               | 4:07.7 | +10.6    |
| 13  | 24 | Roy Salvadori            | Cooper T45-Climax | Cooper Car Company       | 4:15.6 | +18.5    |
| 14  | 36 | Jo Bonnier               | Maserati 250F     | J Bonnier                | 4:15.7 | +18.6    |
| 15  | 42 | Graham Hill              | Lotus 12-Climax   | Team Lotus               | 4:17.8 | +20.7    |
| 16  | 28 | Maurice Trintignant      | Maserati 250F     | Scuderia Centro Sud      | 4:21.7 | +24.6    |
| 17  | 32 | Wolfgang Seidel          | Maserati 250F     | Scuderia Centro Sud      | 4:21.9 | +24.8    |
| 18  | 38 | Paco Godia               | Maserati 250F     | Privato                  | 4:24.5 | +27.4    |
| 19  | 26 | Maria Teresa de Filippis | Maserati 250F     | Privato                  | 4:31.0 | +33.9    |
| 20  | 34 | Ken Kavanagh             | Maserati 250F     | K Kavanagh               | 4:45.3 | +48.2    |

## Gara
La pilota campana Maria Teresa De Filippis riuscì a concludere la gara piazzandosi al decimo posto.
Non riuscì ad ottenere alcun punto, ma è la prima volta nella storia che al volante di una monoposto di Formula 1 vi è una donna che riesce a portare a termine un Gran Premio ufficiale.
| Pos | N° | Pilota                   | Costruttore       | Giri | Tempo/Causa Ritiro    | Pos partenza | Punti |
| --- | -- | ------------------------ | ----------------- | ---- | --------------------- | ------------ | ----- |
| 1   | 4  | Tony Brooks              | Vanwall VW5       | 24   | 1:37:06.3             | 5            | 8     |
| 2   | 16 | Mike Hawthorn            | Ferrari 246 F1    | 24   | +20.7 secondi         | 1            | 7     |
| 3   | 6  | Stuart Lewis-Evans       | Vanwall VW5       | 24   | +3:00.9               | 11           | 4     |
| 4   | 40 | Cliff Allison            | Lotus 12-Climax   | 24   | +4:15.5               | 12           | 3     |
| 5   | 10 | Harry Schell             | BRM P25           | 23   | +1 Giro               | 7            | 2     |
| 6   | 20 | Olivier Gendebien        | Ferrari 246 F1    | 23   | +1 Giro               | 6            |       |
| 7   | 28 | Maurice Trintignant      | Maserati 250F     | 23   | +1 Giro               | 16           |       |
| 8   | 24 | Roy Salvadori            | Cooper T45-Climax | 23   | +1 Giro               | 13           |       |
| 9   | 36 | Jo Bonnier               | Maserati 250F     | 22   | +2 Giri               | 14           |       |
| 10  | 26 | Maria Teresa de Filippis | Maserati 250F     | 22   | +2 Giri               | 19           |       |
| Rit | 38 | Paco Godia               | Maserati 250F     | 22   | Motore (9°)           | 18           |       |
| Rit | 22 | Jack Brabham             | Cooper T45-Climax | 16   | Surriscaldamento (8°) | 8            |       |
| Rit | 42 | Graham Hill              | Lotus 12-Climax   | 12   | Motore (9°)           | 15           |       |
| Rit | 18 | Luigi Musso              | Ferrari 246 F1    | 5    | Incidente (6°)        | 2            |       |
| Rit | 14 | Peter Collins            | Ferrari 246 F1    | 5    | Surriscaldamento (2°) | 4            |       |
| Rit | 8  | Jean Behra               | BRM P25           | 5    | Pressione olio (4°)   | 10           |       |
| Rit | 32 | Wolfgang Seidel          | Maserati 250F     | 4    | Semiasse (14°)        | 17           |       |
| Rit | 2  | Stirling Moss            | Vanwall VW5       | 0    | Motore                | 3            |       |
| Rit | 30 | Masten Gregory           | Maserati 250F     | 0    | Motore                | 9            |       |
| DNS | 34 | Ken Kavanagh             | Maserati 250F     |      |                       | 20           |       |

## Statistiche

### Piloti
- 2ª vittoria per Tony Brooks
- 1° pole position per Mike Hawthorn
- 1° podio per Stuart Lewis-Evans
- Ultimo Gran Premio per Ken Kavanagh

### Costruttori
- 5° vittoria per la Vanwall

### Motori
- 5° vittoria per il motore Vanwall

### Pneumatici
- 3° vittoria per la Dunlop
- 10º giro più veloce per la Englebert
- 60° Gran Premio per la Englebert

### Giri al comando
- Peter Collins (1, 3)
- Tony Brooks (2, 4-24)

## Classifiche Mondiali

### Piloti
| Pos | Pilota              | Punti |
| --- | ------------------- | ----- |
| 1   | Stirling Moss       | 17    |
| 2   | Mike Hawthorn       | 14    |
| 3   | Luigi Musso         | 12    |
| 4   | Harry Schell        | 10    |
| 5   | Maurice Trintignant | 8     |
|     | Jimmy Bryan         | 8     |
|     | Tony Brooks         | 8     |
| 8   | Jean Behra          | 6     |
|     | George Amick        | 6     |
| 10  | Juan Manuel Fangio  | 4     |
|     | Tony Bettenhausen   | 4     |
|     | Peter Collins       | 4     |
|     | Johnny Boyd         | 4     |
|     | Stuart Lewis-Evans  | 4     |
| 15  | Roy Salvadori       | 3     |
|     | Jack Brabham        | 3     |
|     | Cliff Allison       | 3     |
| 18  | Jim Rathmann        | 2     |

### Costruttori
| Pos | Team          | Punti |
| --- | ------------- | ----- |
| 1   | Ferrari       | 20    |
| 2   | Cooper-Climax | 19    |
| 3   | Vanwall       | 16    |
| 4   | BRM           | 10    |
| 5   | Maserati      | 3     |
|     | Lotus-Climax  | 3     |